# Ciherang (Banjarsari)
Ciherang is een bestuurslaag in het regentschap Ciamis van de provincie West-Java, Indonesië. Ciherang telt 6982 inwoners (volkstelling 2010).